# Wacław Sierpiński

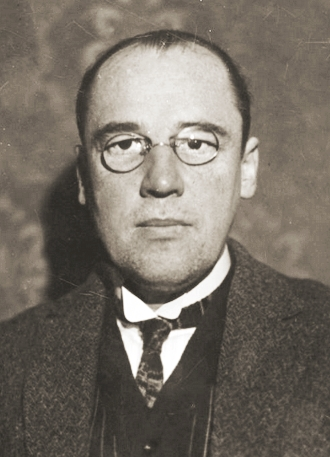
Wacław Sierpiński (1928)

Wacław Franciszek Sierpiński [ˈvatswaf fraɲˈtɕiʃɛk ɕɛrˈpiɲski] (* 14. März 1882 in Warschau; † 21. Oktober 1969 ebenda) war ein polnischer Mathematiker.
Er ist bekannt für seine herausragenden Beiträge zur Mengenlehre (Untersuchungen zum Auswahlaxiom und zur (verallgemeinerten) Kontinuumshypothese), Zahlentheorie, Funktionentheorie und Topologie.
Mit Sierpińskis Namen sind in der Mathematik mehrere mathematische Konzepte und Konstrukte verbunden, so etwa drei wohlbekannte Fraktale – nämlich das Sierpinski-Dreieck, der Sierpinski-Teppich und die Sierpiński-Kurve – und daneben (und nicht zuletzt) auch die Sierpiński-Konstante, das Sierpinski-Problem, der Sierpiński-Raum und die Sierpiński-Zahl.

## Leben

### Ausbildung
Wacław Franciszek Sierpiński wurde am 14. März 1882 in Warschau geboren. Sein Vater Konstanty war Arzt, seine Mutter hieß Ludwika, geborene Łapińska. Schon in der Grundschule wurde Sierpińskis außergewöhnliches Talent für Mathematik entdeckt. Allerdings war Bildung in der Zeit der russischen Herrschaft über Polen schwierig.
Trotzdem beendete Sierpiński 1900 als Achtzehnjähriger das fünfte Gymnasium in Warschau – Warschau gehörte seit der Dritten Teilung Polens 1795 zu Russland – und studierte seit 1899 an der zaristischen Universität Warschau Mathematik und Physik. Die Vorlesungen wurden alle in russischer Sprache gehalten. 1903 gab es einen Wettbewerb in der mathematischen Abteilung der Universität zur Zahlentheorie von Voronoi. Sierpiński schrieb dazu seine erste wissenschaftliche Arbeit und gewann die Goldmedaille.
Die Zeitschrift Izvestia der Warschauer Universität wollte diese Arbeit veröffentlichen, Sierpiński lehnte jedoch eine Publikation in russischer Sprache ab. So wurde die Arbeit erst vier Jahre später, im Jahr 1907, in einer polnischsprachigen mathematischen Zeitschrift veröffentlicht. Alle Studenten mussten während des Studiums am Russischunterricht teilnehmen und ein Examen ablegen. Es wurde unter polnischen Patrioten als eine Sache der Ehre betrachtet, diese Prüfung so schlecht wie möglich zu machen. Sierpiński beantwortete in dem Test nicht eine einzige Frage und erhielt die Note Mangelhaft. Das Angebot einer Wiederholung schlug er aus. Zum Glück hatte ein Professor Einsehen mit ihm und gab ihm in Russisch ein „Gut“. Somit konnte Sierpiński 1904 sein Studium mit 22 Jahren beenden.
Im Herbst desselben Jahres unterrichtete er Mathematik und Physik an einem Mädchengymnasium. Wegen eines Streiks gegen die Russifizierung wurde diese Schule geschlossen und  Sierpiński zog in das zu Österreich-Ungarn gehörende Krakau, um dort neben Mathematik Philosophie und Astronomie zu studieren. 1906 wurde ihm der Doktorgrad in Philosophie verliehen. 1907 verbrachte er einige Monate in Göttingen, um mit dem polnischen Mathematiker Tadeusz Banachiewicz zu arbeiten.
Im Juli 1908 habilitierte er sich als 26-Jähriger an der Universität Lemberg und lehrte dort bis 1914. In der Zeit von 1910 bis 1914 erschienen seine ersten Bücher Theorie der irrationalen Zahlen, Umriss der Mengenlehre und Die Theorie der Zahlen.

### Zeit in Russland
Bei Ausbruch des Ersten Weltkrieges 1914 floh er mit seiner Familie nach Weißrussland auf das Gut seiner Schwiegereltern. Als vermeintlicher Österreicher wurde er in Wjatka (ab 1934 umbenannt in Kirow) interniert. Moskauer Mathematikerfreunden gelang es 1915, ihn in die russische Hauptstadt zu holen, wo er bis Ende des Krieges blieb.
In dieser Zeit arbeitete er mit dem russischen Mathematiker Nikolai Nikolajewitsch Lusin zusammen. 1918 kehrte er über Finnland und Schweden nach Polen zurück, wo er zunächst in Lemberg und dann an der Warschauer Universität lehrte und auch bis ans Ende seines Lebens blieb. Er gründete die wichtige Fachzeitschrift Fundamenta Mathematicae zusammen mit anderen Vertretern der sog. Warschauer Mathematikerschule, Stefan Mazurkiewicz und Zygmunt Janiszewski, einem seiner ehemaligen Studenten. Während des Polnisch-Sowjetischen Krieges 1920 arbeitete er im Biuro Szyfrów, dem „Chiffren-Büro“ des Generalstabs, an der Dechiffrierung sowjetischer Geheimcodes.
In der Zwischenkriegszeit führte er ein reges Wissenschaftsleben und arbeitete viel an der Mengenlehre. Er veröffentlichte acht neue Bücher, zwei Broschüren und sieben Schulbücher. Sierpiński war Mitglied vieler Gelehrtenverbände in und außerhalb Polens. Er vertrat sein Land bei mathematischen Kongressen. 1932 hielt er einen Plenarvortrag auf dem Internationalen Mathematikerkongress in Zürich (Sur les ensembles de points qu'on sait définir effectivement).

### Während des Zweiten Weltkriegs
Während des Zweiten Weltkrieges blieb er in Warschau, wo er in der Zeit der deutschen Besatzung formal bei der Warschauer Stadtverwaltung arbeitete, eigentlich aber an der polnischen Untergrunduniversität unterrichtete. Sierpiński gelang es, seine Arbeiten nach Italien zu schmuggeln, wo sie veröffentlicht wurden. Unter jeder seiner Arbeiten stand: Die Beweise für diese Theorien werden in den Publikationen der Fundamenta Mathematicae veröffentlicht. Jeder verstand, dass es eigentlich heißen sollte, dass Polen überleben wird. Nach der Niederschlagung des Warschauer Aufstandes im Oktober 1944 zerstörten die deutschen Truppen systematisch die Stadt. Auch die Wohnung der Sierpińskis ging in Flammen auf, die kostbare Bibliothek war verloren; ebenso brannte die Universitätsbibliothek ab, die privaten Bibliotheken dreier weiterer Warschauer Mathematikprofessoren wurden zerstört und mit ihnen fast alle der 32 Bände der Fundamenta Mathematicae. Mehr als die Hälfte aller Lektoren der mathematischen Abteilung der Universität kamen ums Leben. Diese Verluste spornten Sierpiński an, neue Schriften und Bücher zu verfassen. Er war lebenslang sehr produktiv und verfasste insgesamt die erstaunliche Anzahl von 724 Artikeln und 50 Büchern.

### Lehrstuhl in Krakau

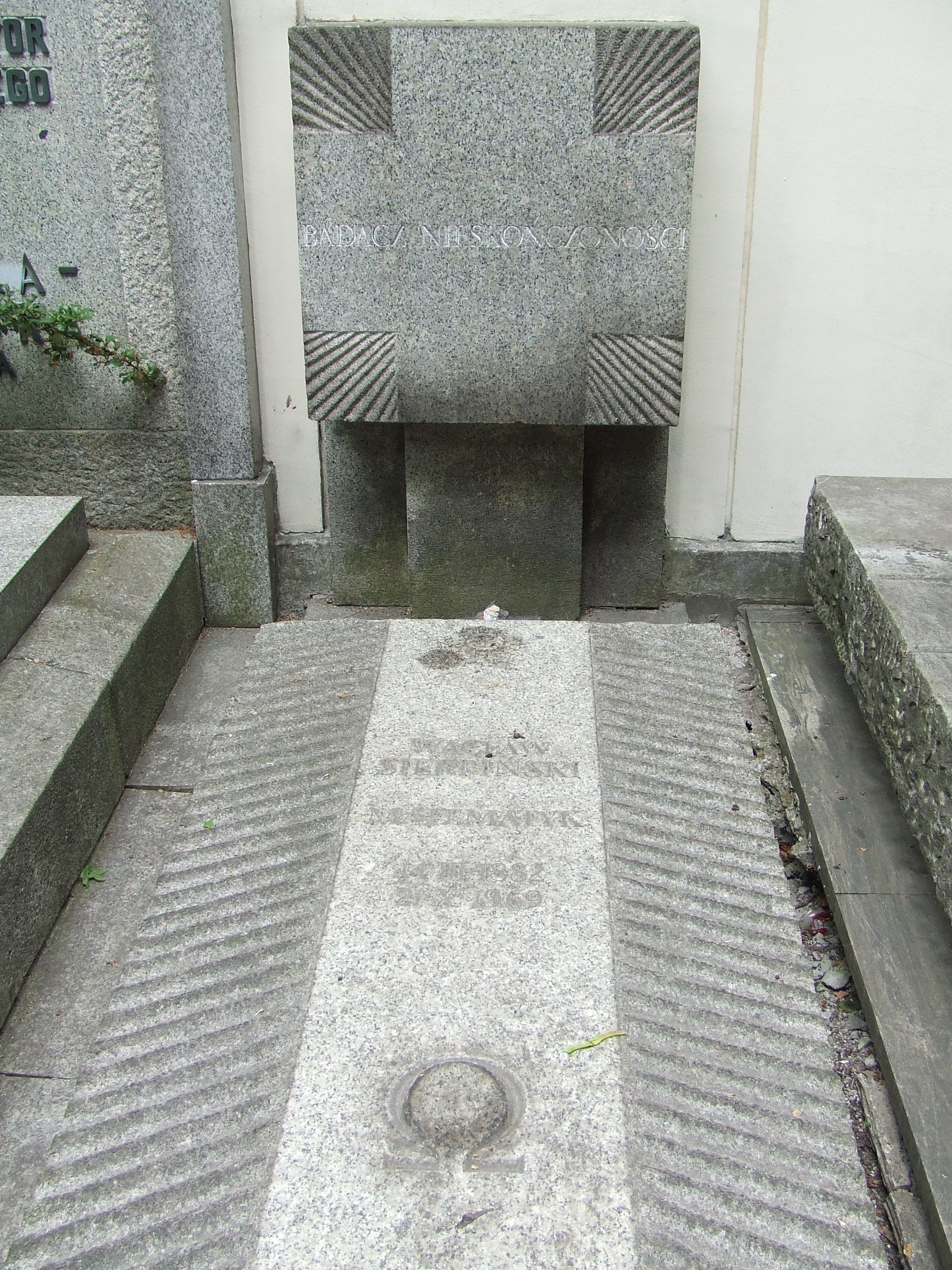
Sierpińskis Grab

Über das Lager in Pruszków außerhalb Warschaus gelangte er im Februar 1945 nach Krakau. Nach einem Semester an der Jagiellonen-Universität kehrte er im Herbst an seinen Lehrstuhl zurück und gab erneut die Zeitschrift Fundamenta Mathematicae heraus. 1946 wurde er mit dem Stefan-Banach-Preis ausgezeichnet. Ab 1948 arbeitete er am Staatlich-Mathematischen Institut, und nachdem dieses Teil der Polnischen Akademie der Wissenschaften geworden war, war er von 1953 bis 1967 Leiter des Wissenschaftsrats. Von 1956 bis 1969 war er Herausgeber der Zeitschrift Acta Arithmetica, die auch schon vor dem Krieg erschienen war. 1948 wurde er korrespondierendes Mitglied der Académie des sciences, 1960 wurde er auswärtiges Mitglied (associé étranger).
1960 wurde er pensioniert, hielt aber bis 1967 ein Seminar zur Zahlentheorie an der Polnischen Akademie der Wissenschaften. 1962 hielt er einen Vortrag auf dem Internationalen Mathematikerkongress (ICM) in Stockholm (Sur les nombres de la forme {\displaystyle a^{2^{n}}+1}). 1964 wurde er Ehrenmitglied der London Mathematical Society. Er war Invited Speaker (Eingeladener Sprecher) auf den ICM in Toronto 1924, in Bologna 1928, in Zürich 1932 und in Oslo 1936. Sierpiński starb am 21. Oktober 1969 87-jährig in Warschau.

## Sonstiges zum Werk
Sierpinski bewies die Äquivalenz der Kontinuumshypothese zu verschiedenen Sätzen der euklidischen Elementargeometrie und zeigte, dass das Auswahlaxiom aus der verallgemeinerten Kontinuumshypothese folgt.

## Schriften
- Hypothése du continu, Warschau, Lwoff 1934, 2. Auflage Chelsea 1956 (deutsch: Die Kontinuumshypothese)
- Introduction to general topology, University of Toronto Press 1934
  - als General Topology, Dover 2000
- Les ensembles projectifs et analytiques, Gauthier-Villars 1950 (deutsch: Die projektiven und analytischen Mengen)
- Leçons sur les nombres transfinis, Gauthier-Villars 1928, 1950 (deutsch: Vorlesungen über transfinite Zahlen)
- Algébre des ensembles, Warschau 1951 (deutsch: Mengenalgebra)
- Cardinal and Ordinal Numbers, Warschau, PWN 1965 (deutsch: Kardinal- und Ordinalzahlen)
- Elementary theory of numbers, Warschau 1964, 2. Auflage North Holland 1988 (Herausgeber Andrzej Schinzel)
- 250 problems in elementary number theory, Elsevier 1970
- A selection of problems in the theory of numbers, Macmillan 1964
- Oeuvres choisis, 3 Bände, Warschau, PWN 1974 bis 1976 (Ausgewählte Werke, Hrsg. von Stanisław Hartman, Kazimierz Kuratowski, Edward Marczewski u. a.)
- Congruence of sets, and other monographs, Chelsea Publ. 1967
- Pythagorean triangles, Dover 2003

## Trivia
Neben den einleitend genannten mathematischen Objekten trägt seit 1970 zu seinen Ehren ein Krater auf der Rückseite des Mondes mit 69 km Durchmesser den Namen Sierpinski.